# Sudice (ort i Tjeckien, Vysočina)
Sudice är en ort i Tjeckien.   Den ligger i regionen Vysočina, i den sydöstra delen av landet, 170 km sydost om huvudstaden Prag. Sudice ligger 435 meter över havet och antalet invånare är 341.
Terrängen runt Sudice är huvudsakligen platt, men åt sydost är den kuperad. Terrängen runt Sudice sluttar söderut. Runt Sudice är det ganska tätbefolkat, med 56 invånare per kvadratkilometer. Närmaste större samhälle är Ivančice, 13,5 km sydost om Sudice. Trakten runt Sudice består till största delen av jordbruksmark.